# Jeremy Lusk
Jeremy Lusk (* 26. November 1984 in San Diego, Kalifornien; † 10. Februar 2009 in San José, Costa Rica) war ein US-amerikanischer Freestyle-Motocross-Fahrer.
Lusk machte seine ersten Fahrversuche bereits im Alter von drei Jahren mit einer Yamaha PW50, die er zu Weihnachten geschenkt bekommen hatte. Seine Laufbahn im FreestyleMotocross (FMX) startete er 1994. Die FMX-Fahrer Mike Metzger und Seth Enslow waren Vorbilder denen er nacheiferte. Um deren fahrerisches Niveau zu erreichen, trainierte er in Palm Ave in Chula Vista, einem berühmten Motocross-Spot mit schwierigen Cliff-Jumps und technisch anspruchsvollen Passagen.
Er gewann Gold und Silber bei den X Games 2008.
Lusk starb an einer Halswirbelsäulenverletzung und mehreren Hirnverletzungen, die er sich bei einer misslungenen Landung nach einem „Heart Attack Look Back Indian Air Backflip“ am 7. Februar 2009 in Costa Rica bei einem Freestyle-Motocross-Contest zuzog. Er hinterließ seine Frau Lauren.